# PX d'Andròmeda
PX d'Andròmeda (PX Andromedae) és una estrella variable cataclísmica eclipsant a la constel·lació d'Andròmeda. Ha estat classificada com a variable SW Sextantis, i la seva magnitud visual aparent varia entre 14.04 i 17.

## Espectre
L'espectre de PX d'Andròmeda és variable, però típicament mostra un continu amb línies d'emissió amples prominents d'hidrogen i heli.
A diferència de molts tipus de variables cataclísmiques, les línies d'emissió són generalment d'un punt àlgid, tot i que durant un curt temps durant cada òrbita mostren un doble pic a causa d'un nucli d'absorció dins de les línies d'emissió. Les línies d'un sol punt es mostren en esclats de nova i nova nana, i PX d'Andròmeda sovint es descriu com nova, tot i que no mostra esclats amb grans augments de brillantor. No obstant això, té estats alts i baixos, amb estats generalment baixos i amb una emissió més feble.
PX d'Andròmeda és una estrella molt blava amb un excés ultraviolat, indicant que inclou objectes molt calents.

## Variabilitat
PX d'Andròmeda generalment té una magnitud visual al voltant de 15 tot i que té continues variacions ràpides de fins a un desè d'una magnitud en minuts. Aproximadament cada 3.5 hores la brillantor disminueix al voltant d'una magnitud i després torna a la brillantor normal en aproximadament mitja hora, sense un fons pla, és fàcilment identificable com a eclipsis parcials. Tot i això, la profunditat dels eclipsis varia des d'unes 0,5 magnituds fins a 1,5 magnituds, i això apareix cíclicament cada 4,8 dies, coincidint amb el cicle de superposició negativa. Els eclipsis més profunds es produeixen quan el cicle de superposició es troba prop del seu mínim. És possible que les possibles variacions amb un període de 0,207 dies siguen un àlies observacional del període de superposició. PX d'Andròmeda pot tenir estats alts (més brillants) i baixos (baixos) per la seva brillantor mitjana, però el temps és incert.
Els eclipsis han estat cronometrats ocorrent cada 0.1463 dies, assumit com a període orbital. El període de superposició negativa és de 4.43 dies. De vegades s'han reclamat períodes de superposició positiva, però no hi són presents.
Estrelles amb aquest tipus de variació són classificades com a variables SW Sextantis i PX d'Andròmeda és de vegades considerat un dels membres prototipus per la classe. Tot i que es consideren variables cataclísmiques i sovint es descriuen com a "noves", no presenten esclats intermitents. Més aviat es troben en un estat d'esclat continu amb un espectre similar al d'una nova en curs.